# Shoal Harbour
Shoal Harbour is een buurt van de gemeente Clarenville in de Canadese provincie Newfoundland en Labrador. De plaats ligt aan de oostkust van het eiland Newfoundland en was tot 1994 een zelfstandige gemeente.

## Geografie
Shoal Harbour ligt aan de monding van de Shoal Harbour River in de Northwest Arm, een lange zijarm van Trinity Bay. De kleine inham van de Northwest Arm waarin de rivier uitmondt noemt eveneens de Shoal Harbour. Het dorp kijkt uit over Random Island, dat aan de overkant van de smalle zeearm ligt.
De plaats ligt ten noorden van de dorpskern van Clarenville, waar het deels van afgescheiden is door de Bare Mountain. Beide plaatsen zijn met elkaar verbonden via Balbo Drive (NL-230A) en via Shoal Harbour Drive, die de voornoemde heuvel langs respectievelijk de oostelijke en westelijke zijde passeren. Direct ten noorden van Shoal Harbour ligt nog de buurt Mills Siding, die eveneens tot de gemeente Clarenville behoort.

## Geschiedenis
Shoal Harbour werd in de late jaren 1840 gesticht als een houthakkersnederzetting. De plaats kreeg een treinstation aan de in 1899 afgewerkte Newfoundland Railway, de trans-Newfoundlandse spoorweg. Vanaf de vroege 20e eeuw begon de houtkap- en houtverwerkende sector een groei te kennen, al was ook de landbouw een bron van inkomsten voor de inwoners. Terwijl er in 1901 nog drie houtzagerijen waren, telde de plaats er in 1921 al dertien.
Het station van Shoal Harbour werd een overstapstation door de aanleg van een tweede spoorlijn (afgewerkt 1911) die vanuit de plaats vertrok richting Bonavista. Door de aanleg van de Trans-Canada Highway midden de jaren 1960 werd het personenverkeer definitief opgeschort. Uiteindelijk werd de spoorweg ontmanteld en omgevormd tot een langeafstandspad, de Newfoundland T'Railway.
Vanaf de jaren 1940 begon de lokale hout- en landbouwsector achteruit te gaan en begon Shoal Harbour meer en meer uit te groeien tot een residentiële buurt van de grote, aangrenzende gemeente Clarenville.
Het gemeentevrije dorp kreeg in 1972 een eigen gemeentebestuur met het statuut van town. De gemeente Shoal Harbour omvatte behalve het dorp zelf ook het gehucht Mills Siding.
In 1994 vond er een gemeentefusie plaats met de grotere buurgemeente Clarenville. De nieuwe gemeente noemde Clarenville-Shoal Harbour maar werd reeds in 1996 kortweg Clarenville genoemd.

## Demografische ontwikkeling
Sinds de gemeentefusie van 1994 worden er door Statistics Canada geen aparte data voor de plaats meer verzameld.
| Demografische ontwikkeling van Shoal Harbour tussen 1857 en 1986 |
| ---------------------------------------------------------------- |
|                                                                  |
| Bron: 1857–1945, 1951–1986                                       |